# Теорема Дуба об остановке
Теорема Дуба об остановке  приводит условия, гарантирующие, что матожидание мартингала в момент остановки равно его начальному ожидаемому значению. 
Терема является важным инструментом финансовой математики.
Названа в честь Джозефа Дуба — американского специалиста по теории вероятностей .

## Формулировка
Ниже приведена версия теоремы для дискретного времени.
Пусть {\displaystyle \mathbb {N} _{0}} обозначает множество натуральных целых чисел.
Пусть {\displaystyle X=(X_{t})_{t\in \mathbb {N} _{0}}} — мартингал с дискретным временем, а τ — время остановки со значениями в {\displaystyle \mathbb {N} _{0}\cup \{\infty \}} относительно фильтрации (Ft)t∈{\displaystyle \mathbb {N} }0.
Предположим, что выполняется одно из следующих трех условий:
( a ) Время остановки τ почти наверняка ограничено, то есть существует константа c ∈ {\displaystyle \mathbb {N} } такой, что τ ≤ c почти наверняка
( b ) Время остановки τ имеет конечное матожидание, а условные математические ожидания абсолютного значения приращений мартингала почти наверняка ограничены, точнее, {\displaystyle \mathbb {E} [\tau ]<\infty } и существует константа c такая, что {\displaystyle \mathbb {E} {\bigl [}|X_{t+1}-X_{t}|\,{\big \vert }\,{\mathcal {F}}_{t}{\bigr ]}\leq c} почти наверное на событии {τ > t } для всех t ∈ {\displaystyle \mathbb {N} }0 .
( c ) Существует константа c такая, что |Xt∧τ| ≤ c для всех t ∈ {\displaystyle \mathbb {N} }0, где ∧ обозначает минимальный оператор .
Тогда Xτ — почти хорошо определенная случайная величина и {\displaystyle \mathbb {E} [X_{\tau }]=\mathbb {E} [X_{0}].}

### Замечания
Аналогично, если стохастический процесс X = (Xt)t∈{\displaystyle \mathbb {N} }0 является субмартингалом или супермартингалом и выполняется одно из вышеуказанных условий, тогда
{\displaystyle \mathbb {E} [X_{\tau }]\geq \mathbb {E} [X_{0}],}
для субмартингала и
{\displaystyle \mathbb {E} [X_{\tau }]\leq \mathbb {E} [X_{0}],}
для супермартингейла.

## Примеры
Мартингалы применяются в моделировании выйгрыша в честной игре, и теорема в частности говорит, что в среднем нельзя выиграть, остановив игру на основе информации, доступной на данный момент.
- Предположим, что игрок может поставить до 1 рублю на честное подбрасывание монеты в моменты 1, 2, 3 и т. д., выигрывая свою ставку, если выпадет орёл, и проигрывая, если выпадет решка. Предположим, что он решил выйти из игры после выпадания десяти орлов подряд. Тогда его средний выйгрыш будет равен нулю.

- Необходимо позаботиться о том, чтобы одно из условий теоремы выполнялось. Например, предположим, что в рассмотренном примере остановка происходила только при выйгрыше 1 рубля. Значение X в этот момент остановки будет, следовательно, 1. Следовательно, ожидаемое значение E[Xτ] также должно быть 1, что, по-видимому, противоречит теореме, которая дала бы E[Xτ] = 0. Невыполнение теоремы показывает, что ни одно из трёх условий не выполняется.